# Polizeimuseum Niedersachsen

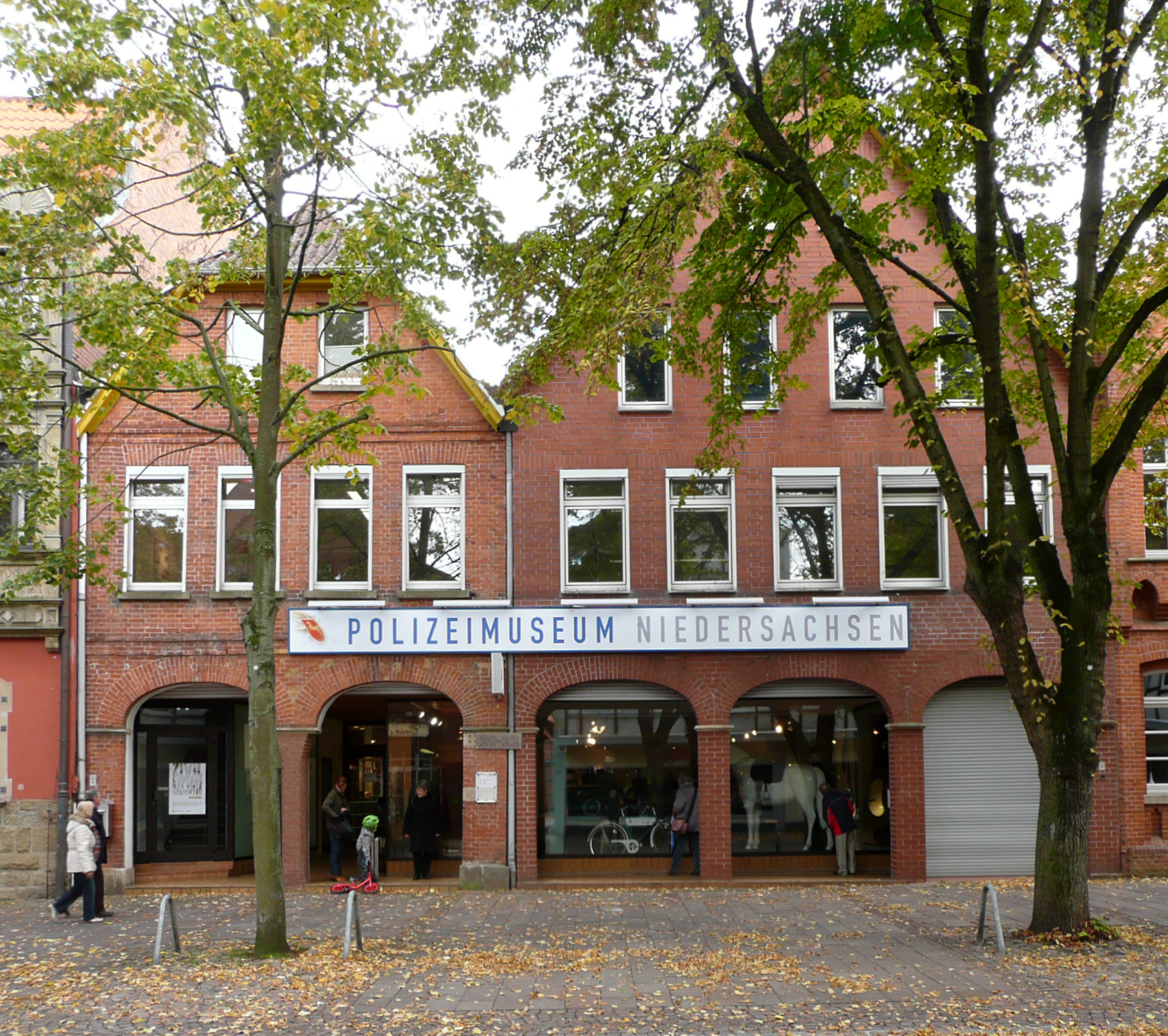
Museumssitz in Nienburg

Das Polizeimuseum Niedersachsen ist ein Polizeimuseum in Nienburg/Weser und Teil der Polizeiakademie Niedersachsen. Es handelt sich mit rund 700 m2 um eine der größten Ausstellungen zu diesem Thema in Deutschland. Das Museum zeigt die Entwicklung der Polizei seit dem Altertum und stellt schwerpunktmäßig die Entwicklung der niedersächsischen Landespolizei nach dem Zweiten Weltkrieg dar. Das im Jahre 2000 gegründete Museum hatte bis 2011 seinen Sitz in Hannover.

## Themen

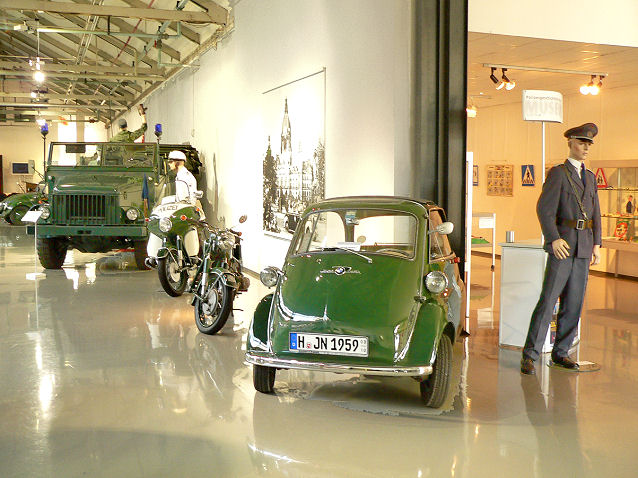
Frühere Ausstellungshalle des Museums in Hannover

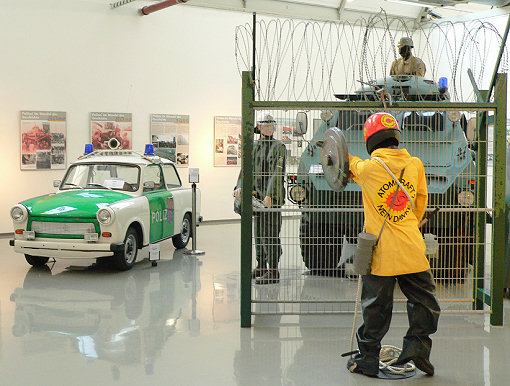
Präsentation einer Anti-Kernkraft-Demonstration in den 1970er Jahren, links Trabbi

Die Ausstellung besteht neben Bild- und Texttafeln aus rund 1.000 historischen Polizei-Exponaten, wie Uniformen, Ausrüstungsgegenständen, Polizeifahrzeugen, Polizeiwache, Geräten des Erkennungsdienstes. Herausragend sind Dokumente und Fotos aus den Polizeiakten im Fall des hannoverschen Serienmörders Fritz Haarmann sowie sein Tatwerkzeug, ein Hackebeil.
Die Hauptthemen der Präsentation sind:
- Polizei im Wandel der Geschichte
- Polizeifahrzeuge
- Kriminalpolizeiliche Arbeit

Daneben gibt es Wanderausstellungen zu polizeilichen Themen.
- Von der Polizeiassistentin zur Führungskraft. Die geschichtliche Entwicklung der Polizeiberufe für Frauen.[2]
- Ordnung und Vernichtung. Die Polizei im NS-Staat.[3]
- Soko S – Die Jagd nach dem Bomben-Attentäter von Bremen und Eystrup 1951.[4][5]

## Angebote
Weitere Angebote des Museums sind:
- Bibliothek
- Bild und Textarchiv
- Bildungsveranstaltungen

## Geschichte

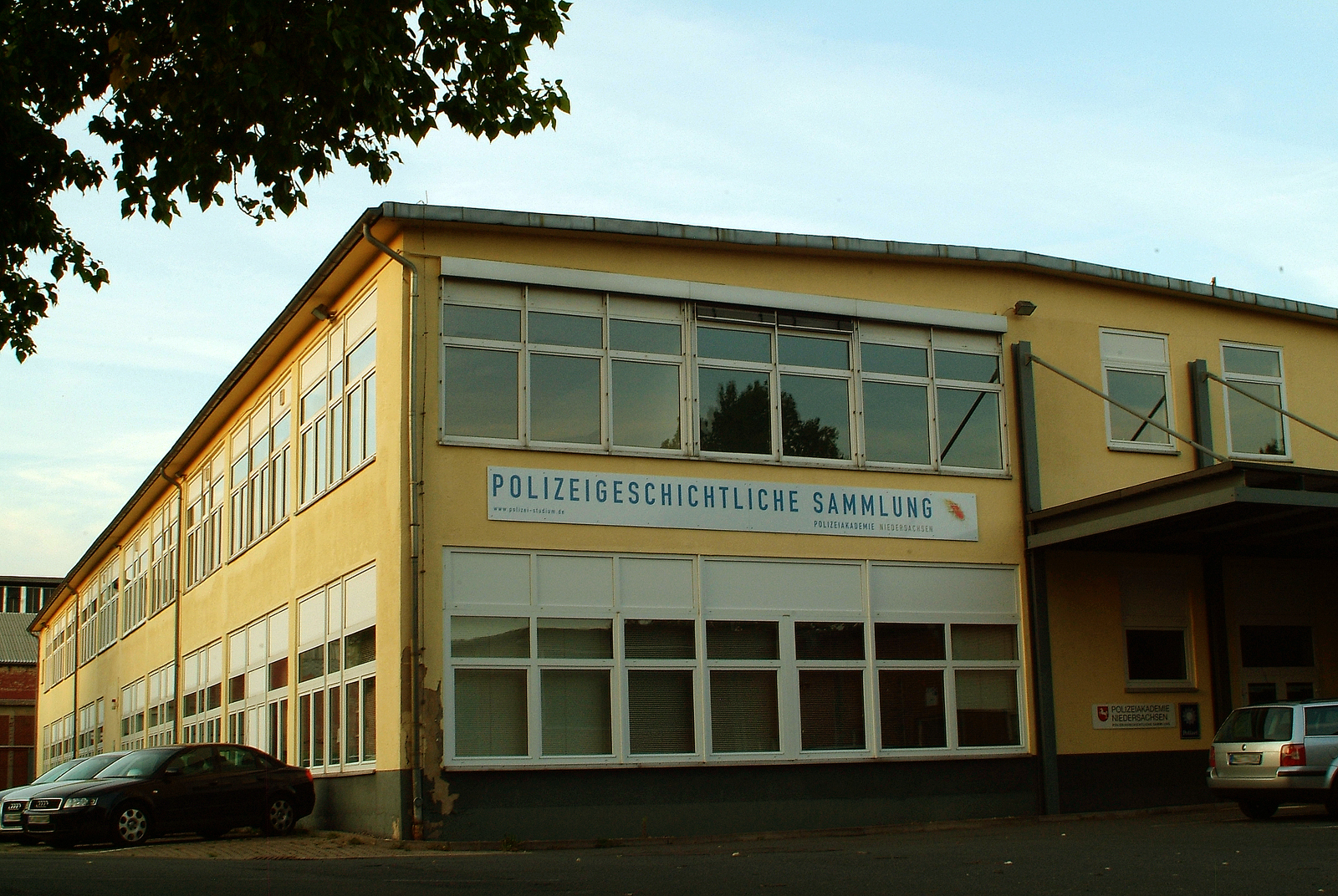
Ehemaliger Sitz auf dem früheren Werksgelände von Telefunken in Hannover

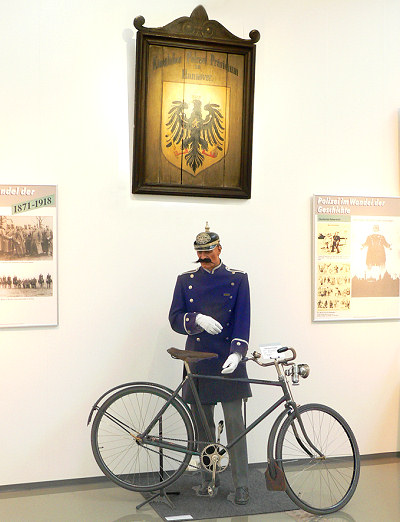
Schupo mit Pickelhaube auf Fahrradstreife

Die Polizeigeschichtliche Sammlung Niedersachsen wurde ab 1987 zusammengetragen und 2001 auf einer 1.400 Quadratmeter großen Ausstellungsfläche in Hannover-Ricklingen in einer ehemaligen Produktionshalle auf dem Werksgelände des früheren Rundfunkgeräteherstellers Telefunken untergebracht und der Öffentlichkeit zugänglich gemacht. Geöffnet war sie an zwei Wochentagen sowie auf Anfrage. Laut eigenen Angaben hatte das Museum jährlich etwa 7.000 Besucher, in der hannoverschen Langen Nacht der Museen allein 1.000 Gäste. Der Eintritt ist kostenlos. Betreiber war ursprünglich das Bildungsinstitut der Polizei Niedersachsen (BIP NI), das 2007 in die Polizeiakademie Niedersachsen überging, beides Polizeibehörden des Landes Niedersachsen. Ideell und materiell wird die Ausstellung vom 2001 gegründeten Förderkreis der Polizeigeschichtlichen Sammlung Niedersachsen e. V. unterstützt. Vereinsvorsitzender ist der Landespolizeidirektor a. D. Andreas Schiefer.
2010 wurde bekannt, dass das Museum aus finanziellen Gründen (fast 300.000 Euro jährliche Kosten) im Jahre 2011 teilweise aufgelöst werden sollte. Laut den ersten Plänen sollte eine Kernausstellung mit der wissenschaftlichen Forschung im Behördenhaus am Waterlooplatz in Hannover untergebracht werden, während die größeren Exponate in ein Magazin in der Polizeiakademie Niedersachsen am Standort Hann. Münden (ehemalige Landespolizeischule Niedersachsen) wandern sollten. Im Juni 2011 gab das Niedersächsische Ministerium für Inneres und Sport bekannt, dass das Museum nach Nienburg/Weser verlagert und an den Betrieb der Polizeiakademie Niedersachsen angebunden wird.
Die ehemalige Polizeigeschichtliche Sammlung Niedersachsen nahm im November 2011 unter dem heutigen Namen seinen Betrieb in Räumlichkeiten in der Fußgängerzone der Innenstadt von Nienburg auf. Während sich die Ausstellungsfläche gegenüber dem bisherigen Sitz in Hannover von 1.400 m2 auf 700 m2 verkleinert hat, haben sich die Öffnungszeiten in Nienburg auf fünf Wochentage ausgeweitet.
Über die Weihnachtsfeiertage 2018 drang ein unbekannter Einbrecher in das Museum ein, entwendete aber nichts.

## Andere Polizeimuseen
In der Bundesrepublik bestehen mehrere ähnliche polizeigeschichtliche Sammlungen (siehe auch: Liste von Kriminalmuseen). Diese Sammlungen haben jeweils die Geschichte der jeweiligen Landespolizei zum Inhalt. Die Deutsche Gesellschaft für Polizeigeschichte wurde 1989 in der damaligen Polizei-Führungsakademie in Münster-Hiltrup (jetzt Deutschen Hochschule der Polizei) gegründet. Die rund 370 Mitglieder der überregionalen Vereinigung befassen sich mit der Geschichte der Polizei im In- und Ausland und unterstützen auch die Polizeigeschichtlichen Sammlungen und Polizeimuseen in Deutschland.